# Morgan Kibby
Morgan Grace Kibby (apresentando-se com o nome artístico White Sea) é uma cantora, compositora e atriz norte americana nascida no dia 3 de maio de 1984 em Barrow, Alaska. Ela atuou em 100 Deeds for Eddie McDowd, série transmitida entre 1999 e 2002, e emprestou sua voz para alguns trailers, como os de Harry Potter e o cálice de fogo e Orgulho e Preconceito, além de ter composto a trilha sonora dos filmes A Necessary Death e Bang Gang.
Morgan liderou a banda The Romanovs e colaborou com o M83. Recentemente, ela desenvolveu um projeto solo chamado White Sea, lançando um EP chamado In Cold Blood e começando a lançar singles no decorrer de 2015 e 2016 sob uma nova maxima: lançar músicas independentes de EPs ou álbuns.

## Infância
Nascida em Barrow, Alasca, e filha de Charles e Lauri, Kibby cresceu em São Francisco (Califórnia) onde, além de treinos de voz, estudou piano e violoncelo. Ela também tocou na Ópera de São Francisco.
Em 2003, Kibby lançou um EP chamado Beggar's Alchemy, cantando e tocando piano e violoncelo. Logo depois do lançamento ela começou a tocar com os músicos que viriam a formar a banda The Romanovs, incluindo Dan Rosa e Paul Wiancko. Em 2005, a banda lançou o álbum  ...And the Moon Was Hungry.... Por um curto período de tempo a banda eram conhecida somente como "Morgan" e depois passou a chamar-se "Morgan and the Hidden Hands".

## Discografia

### Álbuns
- ...And the Moon Was Hungry... (2007) no The Romanovs
- Saturdays = Youth (2008) no M83
- Hurry Up, We're Dreaming (2011) no M83
- In Cold Blood (2014) como White Sea
- Tropical Odds (2017) como  White Sea

### EPs
- Beggar's Alchemy (2003)
- ...And the Moon Was Hungry... (2004/2005) no The Romanovs
- This Frontier (2010) como White Sea

### Singles
- "Stay Young, Get Stoned" (2015)
- "Never a Woman" (2015)
- "Gangster No. 1" (2015)
- "Arcadia" (2016)
- "Bloodline" (2016)
- "Secret" (2016)
- "Ellipses" (2016)
- "Yesterday" (2016)
- "Bloodmoon" (2016)